# Coppa del Mondo giovani di slittino 2020
La Coppa del Mondo giovani di slittino 2019/2020 fu la ventitreesima edizione del circuito mondiale dello slittino relativo alla categoria giovani, manifestazione organizzata annualmente dalla FIL; iniziò il 30 novembre 2019 ad Innsbruck in Austria e si concluse il 1º febbraio 2020 a Winterberg in Germania con alcune tappe che si svolsero in contemporanea alla medesima competizione riservata agli juniores. Si disputarono ventiquattro gare: sei prove nel singolo donne, sei nel singolo uomini, sei nel doppio donne e sei nel doppio uomini in quattro differenti località.
Nel corso della stagione si svolsero anche i III Giochi olimpici giovanili invernali di Losanna, in Svizzera, competizione non valida ai fini della Coppa del Mondo.
Le coppe di cristallo, trofeo conferito ai vincitori del circuito, furono assegnate alla tedesca Jessica Degenhardt per quanto concerne il singolo donne -che bissò il successo della stagione 2016/17-, alla stessa Degenhardt, insieme alla connazionale Vanessa Schneider, nel doppio donne, parimerito al lettone Gints Bērziņš -che replicò l'affermazione della scorsa annata- ed al teutonico Timon Grancagnolo nel singolo uomini ed alla coppia russa formata da Michail Karnauchov e Jurij Čirva nel doppio uomini -anche loro riconfermatisi campioni dopo il trionfo della stagione precedente-.

## Calendario
| Tappa  | Località             | Pista                              | Data               | Singolo                   | Singolo                   | Doppio                    | Doppio                    |
| Tappa  | Località             | Pista                              | Data               | Donne                     | Uomini                    | Donne                     | Uomini                    |
| ------ | -------------------- | ---------------------------------- | ------------------ | ------------------------- | ------------------------- | ------------------------- | ------------------------- |
| 1      | Innsbruck            | Olympia Eiskanal Innsbruck-Igls    | 30 novembre 2019   | ●                         | ●                         | ●                         | ●                         |
| 2      | Innsbruck            | Olympia Eiskanal Innsbruck-Igls    | 1º dicembre 2019   | ●                         | ●                         | ●                         | ●                         |
| 3      | Schönau am Königssee | Eisarena Königssee                 | 6 dicembre 2019    | ●                         | ●                         | ●                         | ●                         |
| 4      | Schönau am Königssee | Eisarena Königssee                 | 7–8 dicembre 2019  | ●                         | ●                         | ●                         | ●                         |
| 5      | Altenberg            | Eiskanal Altenberg                 | 14 dicembre 2019   | ●                         | ●                         | ●                         | ●                         |
| -      | Sankt Moritz         | Olympia Bobrun St. Moritz–Celerina | 17–20 gennaio 2020 | Giochi olimpici giovanili | Giochi olimpici giovanili | Giochi olimpici giovanili | Giochi olimpici giovanili |
| 6      | Winterberg           | Eisarena Winterberg                | 1º febbraio 2020   | ●                         | ●                         | ●                         | ●                         |
| Totale | Totale               | Totale                             | Totale             | 6                         | 6                         | 6                         | 6                         |

| Tappe cancellate | Tappe cancellate              | Tappe cancellate    | Tappe cancellate | Tappe cancellate | Tappe cancellate | Tappe cancellate | Tappe cancellate                         |
| Località         | Pista                         | Data                | Singolo          | Singolo          | Doppio           | Doppio           | Sostituita da                            |
| Località         | Pista                         | Data                | Donne            | Uomini           | Donne            | Uomini           | Sostituita da                            |
| ---------------- | ----------------------------- | ------------------- | ---------------- | ---------------- | ---------------- | ---------------- | ---------------------------------------- |
| Park City        | Pista dello Utah Olympic Park | 21–22 novembre 2019 | ●                | ●                | ●                | ●                | Schönau am Königssee (7–8 dicembre 2019) |

## Risultati

### Singolo donne
| Data             | Località             | Nazione  | Prima classificata          | Seconda classificata        | Terza classificata    | RU     |
| ---------------- | -------------------- | -------- | --------------------------- | --------------------------- | --------------------- | ------ |
| 30 novembre 2019 | Innsbruck            | Austria  | Jessica Degenhardt Germania | Djana Loginova Russia       | Merle Fräbel Germania | [ 5 ]  |
| 1º dicembre 2019 | Innsbruck            | Austria  | Kailey Allan Canada         | Jessica Degenhardt Germania | Merle Fräbel Germania | [ 6 ]  |
| 6 dicembre 2019  | Schönau am Königssee | Germania | Jessica Degenhardt Germania | Merle Fräbel Germania       | Djana Loginova Russia | [ 7 ]  |
| 7 dicembre 2019  | Schönau am Königssee | Germania | Jessica Degenhardt Germania | Merle Fräbel Germania       | Darija Olesik Russia  | [ 8 ]  |
| 14 dicembre 2019 | Altenberg            | Germania | Julianna Tunyc'ka Ucraina   | Melina Cielaszyk Germania   | Darija Olesik Russia  | [ 9 ]  |
| 1º febbraio 2020 | Winterberg           | Germania | Melina Fischer Germania     | Melina Cielaszyk Germania   | Zane Kaluma Lettonia  | [ 10 ] |

### Doppio donne
| Data             | Località             | Nazione  | Prime classificate                            | Seconde classificate                        | Terze classificate                          | RU     |
| ---------------- | -------------------- | -------- | --------------------------------------------- | ------------------------------------------- | ------------------------------------------- | ------ |
| 30 novembre 2019 | Innsbruck            | Austria  | Jessica Degenhardt Vanessa Schneider Germania | Natal'ja Korotaeva Viktorija Čirkova Russia | Katharina Putzer Nadia Falkensteiner Italia | [ 11 ] |
| 1º dicembre 2019 | Innsbruck            | Austria  | Luisa Romanenko Pauline Patz Germania         | Selina Egle Lara Kipp Austria               | Natal'ja Korotaeva Viktorija Čirkova Russia | [ 12 ] |
| 6 dicembre 2019  | Schönau am Königssee | Germania | Jessica Degenhardt Vanessa Schneider Germania | Selina Egle Lara Kipp Austria               | Luisa Romanenko Pauline Patz Germania       | [ 13 ] |
| 8 dicembre 2019  | Schönau am Königssee | Germania | Jessica Degenhardt Vanessa Schneider Germania | Luisa Romanenko Pauline Patz Germania       | Selina Egle Lara Kipp Austria               | [ 14 ] |
| 14 dicembre 2019 | Altenberg            | Germania | Jessica Degenhardt Vanessa Schneider Germania | Luisa Romanenko Pauline Patz Germania       | Anastasija Kropačeva Alëna Starkova Russia  | [ 15 ] |
| 1º febbraio 2020 | Winterberg           | Germania | Jessica Degenhardt Vanessa Schneider Germania | Maya Chan Reannyn Weiler Stati Uniti        | Anastasija Kropačeva Alëna Starkova Russia  | [ 16 ] |

### Singolo uomini
| Data             | Località             | Nazione  | Primo classificato         | Secondo classificato        | Terzo classificato          | RU     |
| ---------------- | -------------------- | -------- | -------------------------- | --------------------------- | --------------------------- | ------ |
| 30 novembre 2019 | Innsbruck            | Austria  | Gints Bērziņš Lettonia     | Timon Grancagnolo Germania  | Pascal Kunze Germania       | [ 17 ] |
| 1º dicembre 2019 | Innsbruck            | Austria  | Gints Bērziņš Lettonia     | Timon Grancagnolo Germania  | Pavel Repilov Russia        | [ 18 ] |
| 6 dicembre 2019  | Schönau am Königssee | Germania | Timon Grancagnolo Germania | Gints Bērziņš Lettonia      | Pascal Kunze Germania       | [ 19 ] |
| 8 dicembre 2019  | Schönau am Königssee | Germania | Pascal Kunze Germania      | Timon Grancagnolo Germania  | Gints Bērziņš Lettonia      | [ 20 ] |
| 14 dicembre 2019 | Altenberg            | Germania | Pavel Repilov Russia       | Kaspars Rinks Lettonia      | Matthew Greiner Stati Uniti | [ 21 ] |
| 1º febbraio 2020 | Winterberg           | Germania | Nico Baum Germania         | Matthew Greiner Stati Uniti | Noah Kallan Austria         | [ 22 ] |

### Doppio uomini
| Data             | Località             | Nazione  | Primi classificati                    | Secondi classificati                        | Terzi classificati                          | RU     |
| ---------------- | -------------------- | -------- | ------------------------------------- | ------------------------------------------- | ------------------------------------------- | ------ |
| 30 novembre 2019 | Innsbruck            | Austria  | Michail Karnauchov Jurij Čirva Russia | Henrik Altenhoff Matteo Oberließen Germania | Moritz Jäger Valentin Steudte Germania      | [ 23 ] |
| 1º dicembre 2019 | Innsbruck            | Austria  | Michail Karnauchov Jurij Čirva Russia | Vjačeslav Popov Anton Osipenko Russia       | Moritz Jäger Valentin Steudte Germania      | [ 24 ] |
| 6 dicembre 2019  | Schönau am Königssee | Germania | Michail Karnauchov Jurij Čirva Russia | Vjačeslav Popov Anton Osipenko Russia       | Henrik Altenhoff Matteo Oberließen Germania | [ 25 ] |
| 7 dicembre 2019  | Schönau am Königssee | Germania | Michail Karnauchov Jurij Čirva Russia | Kaspars Rinks Ardis Liepiņš Lettonia        | Vjačeslav Popov Anton Osipenko Russia       | [ 26 ] |
| 14 dicembre 2019 | Altenberg            | Germania | Kaspars Rinks Ardis Liepiņš Lettonia  | Krišjānis Brūns Vitālijs Jegorovs Lettonia  | Moritz Schneider Maddox Götze Germania      | [ 27 ] |
| 1º febbraio 2020 | Winterberg           | Germania | Kacper Imiołek Łukasz Maćkała Polonia | Samuel Day Samuel Eckert Stati Uniti        | Moritz Schneider Maddox Götze Germania      | [ 28 ] |

## Classifiche

### Singolo donne
| Pos. | Nome               | Nazione  | Risultati ottenuti | Risultati ottenuti | Risultati ottenuti | Risultati ottenuti | Risultati ottenuti | Risultati ottenuti | Punti totali |
| Pos. | Nome               | Nazione  | INN-1              | INN-2              | KÖN-1              | KÖN-2              | ALT                | WIN                | Punti totali |
| ---- | ------------------ | -------- | ------------------ | ------------------ | ------------------ | ------------------ | ------------------ | ------------------ | ------------ |
| 1    | Jessica Degenhardt | Germania | 1                  | 2                  | 1                  | 1                  | –                  | –                  | 385          |
| 2    | Melina Cielaszyk   | Germania | 11                 | 10                 | 9                  | 8                  | 2                  | 2                  | 321          |
| 3    | Merle Fräbel       | Germania | 3                  | 3                  | 2                  | 2                  | –                  | –                  | 310          |
| 4    | Darija Olesik      | Russia   | 9                  | 8                  | 5                  | 3                  | 3                  | –                  | 276          |
| 5    | Djana Loginova     | Russia   | 2                  | 6                  | 3                  | 4                  | –                  | –                  | 265          |
| 6    | Julianna Tunyc'ka  | Ucraina  | 14                 | 12                 | 10                 | 10                 | 1                  | DNF                | 232          |
| 7    | Elisa-Marie Storch | Germania | 4                  | 5                  | 7                  | 6                  | –                  | –                  | 211          |
| 8    | Selina Egle        | Austria  | 7                  | 7                  | 4                  | 5                  | –                  | –                  | 207          |
| 9    | Lina-Malin Schmidt | Germania | 13                 | 13                 | 6                  | 7                  | –                  | 6                  | 206          |
| 10   | Katharina Putzer   | Italia   | 18                 | 18                 | 12                 | 11                 | 6                  | 8                  | 204          |

### Doppio donne
| Pos. | Nome                                 | Nazione     | Risultati ottenuti | Risultati ottenuti | Risultati ottenuti | Risultati ottenuti | Risultati ottenuti | Risultati ottenuti | Punti totali |
| Pos. | Nome                                 | Nazione     | INN-1              | INN-2              | KÖN-1              | KÖN-2              | ALT                | WIN                | Punti totali |
| ---- | ------------------------------------ | ----------- | ------------------ | ------------------ | ------------------ | ------------------ | ------------------ | ------------------ | ------------ |
| 1    | Jessica Degenhardt Vanessa Schneider | Germania    | 1                  | DNF                | 1                  | 1                  | 1                  | 1                  | 500          |
| 2    | Luisa Romanenko Pauline Patz         | Germania    | 7                  | 1                  | 3                  | 2                  | 2                  | 5                  | 441          |
| 3    | Selina Egle Lara Kipp                | Austria     | 4                  | 2                  | 2                  | 3                  | 4                  | –                  | 360          |
| 4    | Natal'ja Korotaeva Viktorija Čirkova | Russia      | 2                  | 3                  | 5                  | 4                  | 8                  | –                  | 312          |
| 5    | Maya Chan Reannyn Weiler             | Stati Uniti | 16                 | 8                  | 8                  | 8                  | 6                  | 2                  | 286          |
| 6    | Markéta Nováková Anna Vejdělková     | Rep. Ceca   | 8                  | 7                  | 7                  | 6                  | 11                 | 8                  | 260          |
| 7    | Anastasija Kropačeva Alëna Starkova  | Russia      | DNF                | DNF                | 6                  | 5                  | 3                  | 3                  | 245          |
| 8    | Nikola Domowicz Dominika Piwkowska   | Polonia     | 13                 | 10                 | 13                 | 13                 | 7                  | 4                  | 232          |
| 9    | Sarah Hörnlein Elia Reitmeier        | Germania    | 5                  | 4                  | 4                  | DNF                | DSQ                | 6                  | 225          |
| 10   | Viktorija Ziediņa Selīna Zvilna      | Lettonia    | 9                  | 6                  | 9                  | DNF                | 10                 | 9                  | 203          |

### Singolo uomini
| Pos. | Nome              | Nazione     | Risultati ottenuti | Risultati ottenuti | Risultati ottenuti | Risultati ottenuti | Risultati ottenuti | Risultati ottenuti | Punti totali |
| Pos. | Nome              | Nazione     | INN-1              | INN-2              | KÖN-1              | KÖN-2              | ALT                | WIN                | Punti totali |
| ---- | ----------------- | ----------- | ------------------ | ------------------ | ------------------ | ------------------ | ------------------ | ------------------ | ------------ |
| 1    | Gints Bērziņš     | Lettonia    | 1                  | 1                  | 2                  | 3                  | –                  | –                  | 355          |
| 1    | Timon Grancagnolo | Germania    | 2                  | 2                  | 1                  | 2                  | –                  | –                  | 355          |
| 3    | Matthew Greiner   | Stati Uniti | 7                  | 4                  | 6                  | 8                  | 3                  | 2                  | 353          |
| 4    | Nico Baum         | Germania    | 5                  | 6                  | 5                  | 5                  | –                  | 1                  | 315          |
| 5    | Sergej Bondarev   | Russia      | 13                 | 7                  | 4                  | 4                  | 5                  | 10                 | 287          |
| 6    | Kaspars Rinks     | Lettonia    | 8                  | 48                 | 7                  | 7                  | 2                  | 4                  | 280          |
| 7    | Noah Kallan       | Austria     | 10                 | 8                  | 11                 | 14                 | 7                  | 3                  | 256          |
| 8    | Pascal Kunze      | Germania    | 3                  | 30                 | 3                  | 1                  | –                  | –                  | 251          |
| 9    | Hans Fritzsch     | Germania    | 11                 | 12                 | 10                 | 19                 | 4                  | 6                  | 234          |
| 10   | Pavel Repilov     | Russia      | 4                  | 3                  | –                  | –                  | 1                  | –                  | 230          |

### Doppio uomini
| Pos. | Nome                                 | Nazione     | Risultati ottenuti | Risultati ottenuti | Risultati ottenuti | Risultati ottenuti | Risultati ottenuti | Risultati ottenuti | Punti totali |
| Pos. | Nome                                 | Nazione     | INN-1              | INN-2              | KÖN-1              | KÖN-2              | ALT                | WIN                | Punti totali |
| ---- | ------------------------------------ | ----------- | ------------------ | ------------------ | ------------------ | ------------------ | ------------------ | ------------------ | ------------ |
| 1    | Michail Karnauchov Jurij Čirva       | Russia      | 1                  | 1                  | 1                  | 1                  | –                  | –                  | 400          |
| 2    | Kaspars Rinks Ardis Liepiņš          | Lettonia    | 5                  | 4                  | 7                  | 2                  | 1                  | 6                  | 396          |
| 3    | Kacper Imiołek Łukasz Maćkała        | Polonia     | 9                  | 7                  | 6                  | 7                  | 4                  | 1                  | 341          |
| 4    | Vjačeslav Popov Anton Osipenko       | Russia      | 4                  | 2                  | 2                  | 3                  | –                  | –                  | 300          |
| 5    | Krišjānis Brūns Vitālijs Jegorovs    | Lettonia    | 6                  | 8                  | 5                  | 5                  | 2                  | –                  | 287          |
| 6    | Henrik Altenhoff Matteo Oberließen   | Germania    | 2                  | 5                  | 3                  | 4                  | –                  | –                  | 270          |
| 7    | Samuel Day Samuel Eckert             | Stati Uniti | 10                 | 10                 | 4                  | DNF                | 8                  | 2                  | 259          |
| 8    | Vadym Mykyievyč Bohdan Babura        | Ucraina     | 11                 | 12                 | 12                 | 8                  | 5                  | 5                  | 250          |
| 9    | Mircea-Razvan Turea Sebastian Motzca | Romania     | 7                  | 6                  | 9                  | 6                  | 7                  | –                  | 231          |
| 10   | Vratislav Varga Metod Majerčák       | Slovacchia  | 8                  | 11                 | 11                 | 11                 | 9                  | –                  | 183          |